# Tramway de Dresde
Le tramway de Dresde est un réseau de tramway urbain qui dessert l'agglomération allemande de Dresde. Sa principale spécificité est d'accueillir sur ses voies un service de tramway à marchandises, le CarGoTram, qui approvisionne une usine Volkswagen située en centre-ville.

## Historique

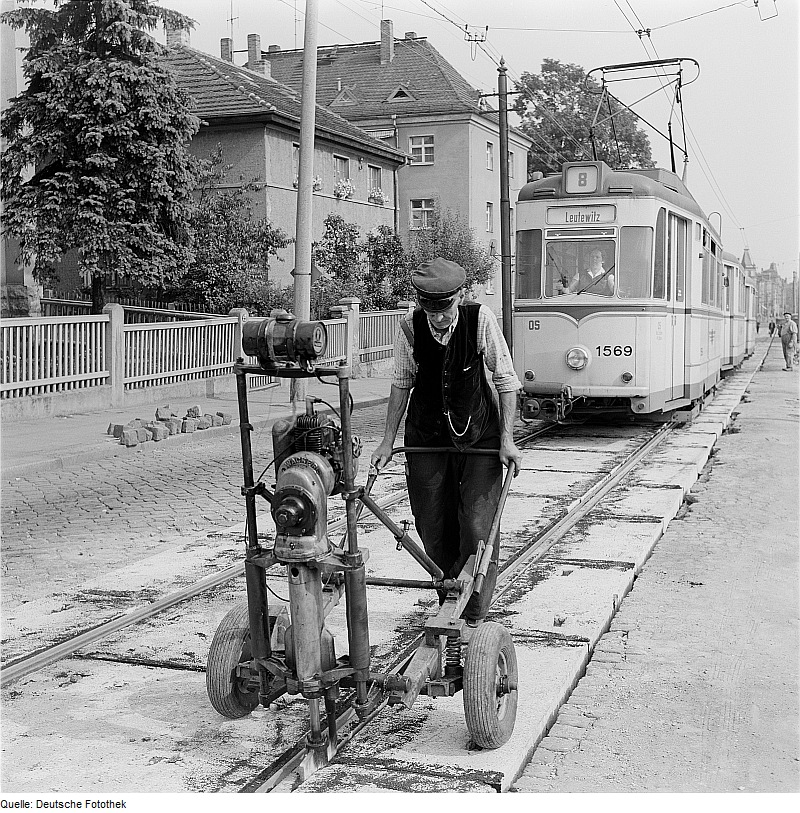
Chantier de voie en 1968.

### Les origines
La ville est desservie par des tramways depuis 1872. Les premiers étaient à traction animale, jusqu'en 1893, puis à traction électrique. À cette époque, deux compagnies se faisaient concurrence, que l'on distinguait par leur livrée, rouge pour l'une, jaune pour l'autre. La ville les réunit dans une compagnie municipale en 1905, et, depuis lors, le réseau est géré de manière unitaire, soit par la ville elle-même, soit par des organismes dépendants d'elle. Lors de la République de Weimar, le trafic était important, et certaines lignes avaient une fréquence atteignant un tram toutes les trois minutes.

### Le réseau du temps de la RDA
Le réseau était l'outil principal des déplacements à Dresde. En 1990, lors de la réunification, les 290 km de voies du réseau affichaient des traces d'usure marquées, imposant des ralentissements sur plus d'un cinquième du réseau (60 km).

## Exploitation

### Réseau actuel
Le réseau compte douze lignes.
| Ligne | Trajet(avec arrêts importants[pas clair])                                                                          | Longueur | Durée  | Nombre d'arrêts                                                                                                   |
| ----- | --- | -------- | ------ | --- |
| 1     | Prohlis – Gruna – Straßburger Platz – Postplatz – Bahnhof Mitte – Friedrichstadt – Leutewitz                       | 15,4 km  | 47 min | 34 |
| 2     | Kleinzschachwitz – Gruna – Straßburger Platz – Postplatz – Bahnhof Mitte – Cotta – Gorbitz                         | 18,2 km  | 55 min | 38 |
| 3     | Coschütz – Plauen – Hauptbahnhof – Pirnaischer Platz – Albertplatz – Bahnhof Neustadt – Trachenberge – Wilder Mann | 11,9 km  | 38 min | 25 |
| 4     | Laubegast – Striesen – Straßburger Platz – Postplatz – Mickten – Radebeul West (– Coswig – Weinböhla)              | 28,9 km  | 79 min | Direction Laubegast : 57 Direction Weinböhla : 56                                                                 |
| 6     | Niedersedlitz – Blasewitz – Albertplatz – Bahnhof Neustadt – Bahnhof Mitte – Löbtau – Wölfnitz (– Gorbitz)         | 22,0 km  | 67 min | Direction Niedersedlitz : 49 Direction Gorbitz : 48, Wölfnitz – Niedersedlitz : 45, Niedersedlitz – Wölfnitz : 44 |
| 7     | Pennrich – Gorbitz – Löbtau – Hauptbahnhof – Pirnaischer Platz – Albertplatz – Klotzsche – Weixdorf                | 23,2 km  | 63 min | Direction Pennrich : 44 Direction Weixdorf : 43                                                                   |
| 8     | Südvorstadt – Hauptbahnhof – Postplatz – Albertplatz – Hellerau                                                    | 13,4 km  | 40 min | 27 |
| 9     | Prohlis – Strehlen – Zoo – Hauptbahnhof – Postplatz – Mickten – Kaditz                                             | 17,0 km  | 51 min | 40 |
| 10    | (von Linie 12) Striesen – Straßburger Platz – Hauptbahnhof – Bahnhof Mitte – Friedrichstadt – Messe Dresden        | 11,3 km  | 38 min | 23 |
| 11    | Zschertnitz – Hauptbahnhof – Postplatz – Bahnhof Neustadt – Albertplatz – Weißer Hirsch – Bühlau                   | 15,9 km  | 48 min | 31 |
| 12    | (von Linie 10) Striesen – Blasewitz – Straßburger Platz – Postplatz – Löbtau – Cotta – Leutewitz                   | 14,5 km  | 49 min | Direction Leutewitz : 33 Direction Striesen : 32                                                                  |
| 13    | Prohlis – Strehlen – Zoo – Straßburger Platz – Neustadt – Pieschen – Mickten (– Kaditz)                            | 14,7 km  | 48 min | 37 (vers Kaditz : 43)                                                                                             |

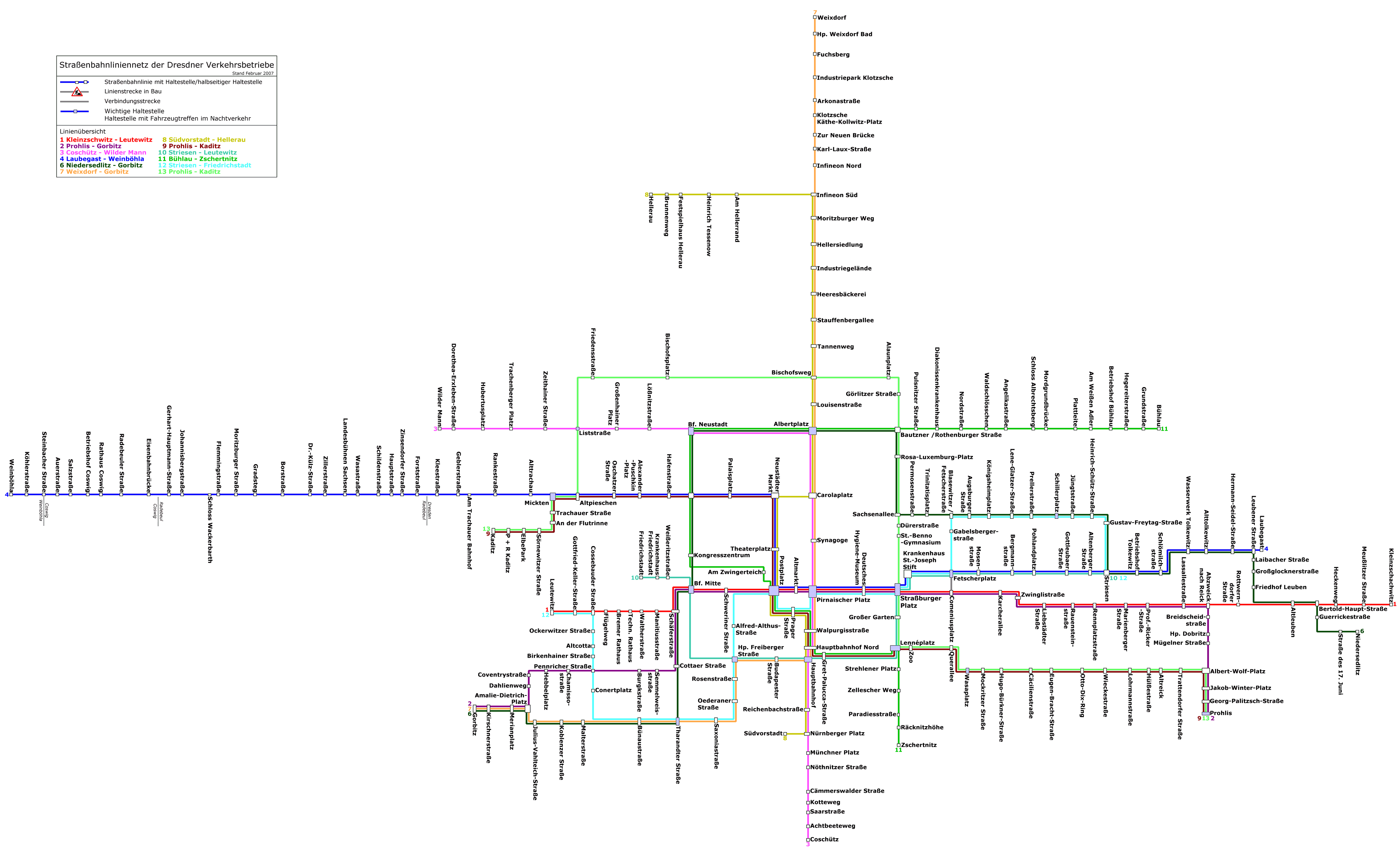
Plan schématique des lignes

À noter que les rames sont accessibles aux vélos.

### Matériel roulant

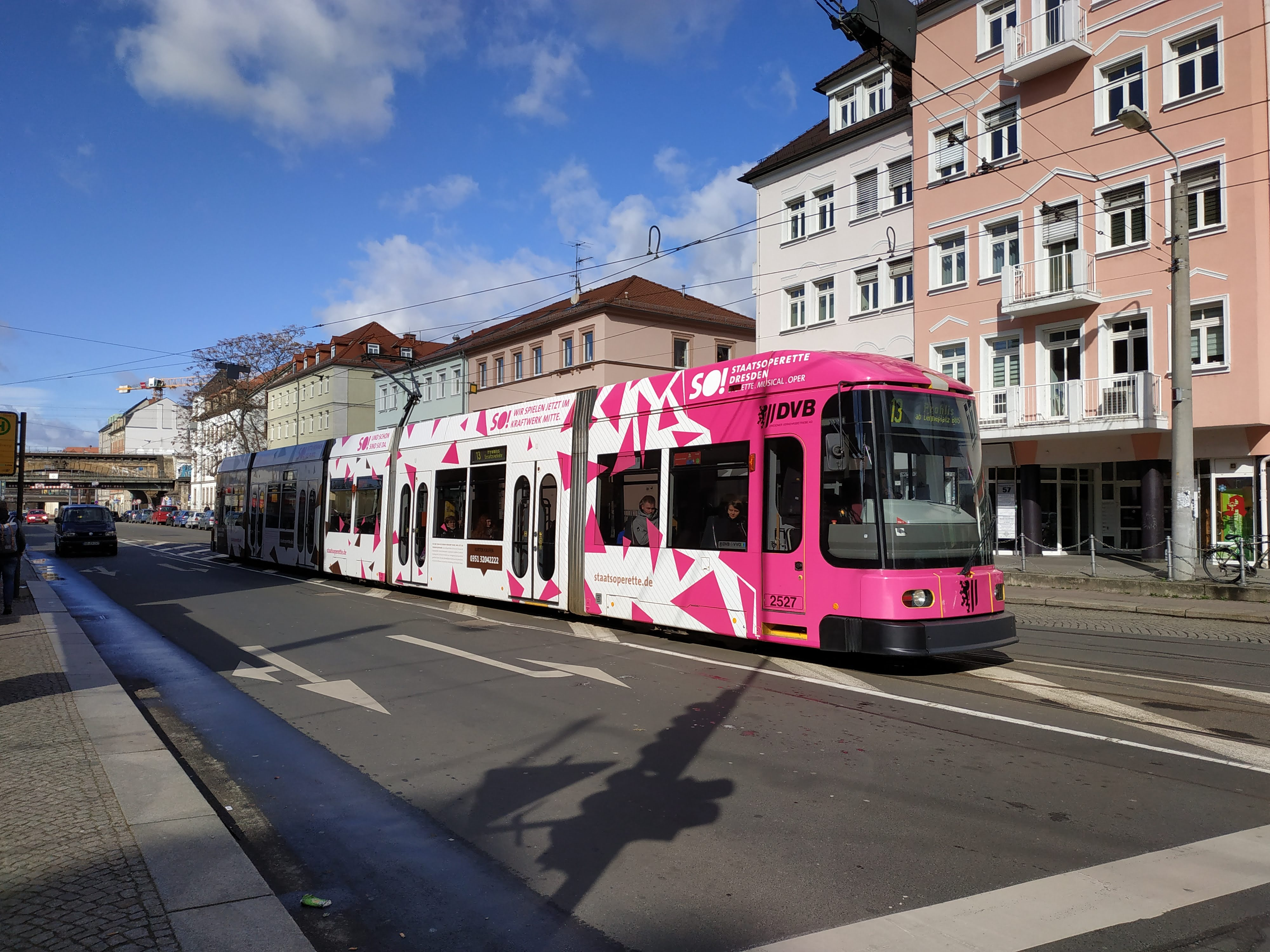
Rame NGT6DD n° 2527 en 2019

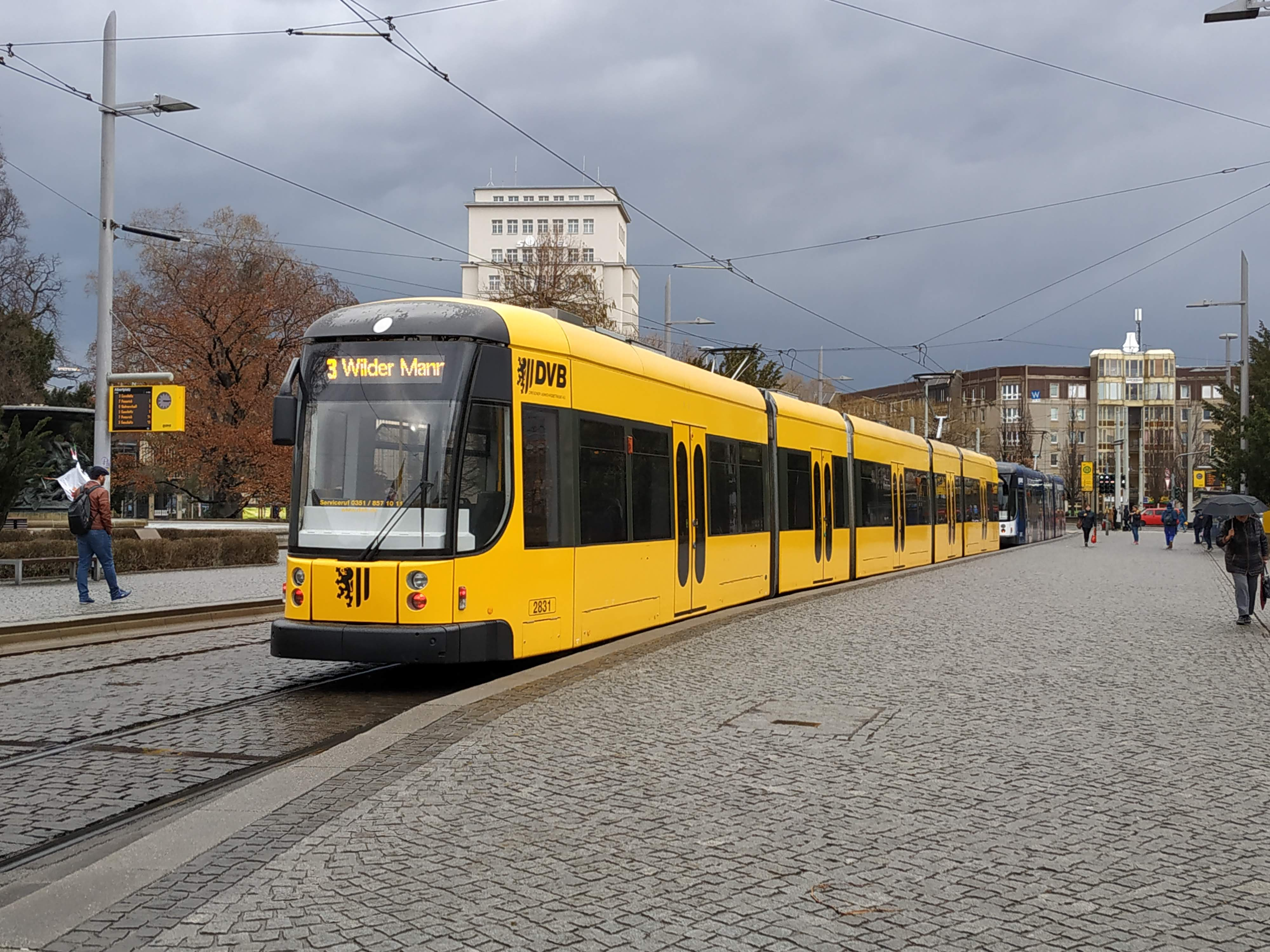
Rame NGT D12DD n°2831 à l'arrêt Albertplatz en 2019

En 2010, le matériel roulant se décompose :
- 27 rames ČKD Tatra T4D-MT
- 16 rames ČKD Tatra TB4D
- 43 rames NGT D12DD immatriculées 2801 à 2843, livrées par Bombardier Transport de 2003 à 2005 et de 2009 à 2010 pour les 11 dernières, formées par 5 caisses reposant sur 6 bogies (dont 4 moteurs), et de 45,09 m de longueur, motorisés par 8 moteurs de 85 kW ;
- 40 rames NGT D8DD immatriculées 2601 à 2640, livrées par Bombardier Transport de 2006 à 2009, de 30,04 m de longueur, à 4 bogies (dont 3 moteurs), propulsés par 6 moteurs de 85 kW[4] ;
- 47 rames NGT 6DD-ER (monodirectionnelles) et 11 NGT 6DD-ZR (bidirectionnelles), livrées par un consortium regroupant Siemens, ABB et Düwag, DWA de 1995 à 1998, immatriculées 2501 à 2547 pour les NGT 6DD-ER et 2581 à 2593 pour les NGT 6DD-ZR, de 30,28 m de longueur, de 5 caisses reposant sur 6 bogies, motorisées par 4 moteurs asynchrones de 95 km[5],[6], [7].

Depuis juin 2010, les rames Bombardier Flexity Classic assurent la desserte de l'ensemble des lignes du réseau, les anciennes rames ČKD Tatra étant utilisées essentiellement des services spéciaux. Ces rames sont aptes à une vitesse maximale de 70 km/h, peuvent franchir des rampes de 80 ‰ et peuvent circuler sur des courbes d'au moins 17 m de rayon. Les DVB ont revendu certaines rames déclassées à d'autres réseaux. C'est notamment le cas de rames Tatra T3 cédées au réseau roumain de Botoșani.
En août 2019, le réseau commande 30 rames Flexity à Bombardier mais d'un gabarit plus important que les rames en circulation. La livraison de la totalité de la commande doit s'effectuer avant fin 2023.

### Infrastructures et caractéristiques techniques
La voie du tramway a une largeur de 1,450 m, dite "voie normale".
La ligne 4, la plus longue du réseau avec ses 29 km, est une ligne partiellement périurbaine, à voie unique au-delà de Radebeul. Elle est croisée à niveau par le chemin de fer à voie de 0,75 m. à vapeur Radebeul-Radeburg, près de la station Weisses Ross